# 유세프 아탈
유세프 아탈(아랍어: يوسف عطال, 프랑스어: Youcef Atal, 1996년 5월 17일 ~ )은 카타르 스타스 리그의 알사드와 알제리 국가대표팀에서 수비수로 활약하고 있는 알제리의 프로 축구 선수이다.

## 구단 경력
파라두 AC에서 고향 알제리에서 프로 경력을 시작한 아탈은 2017년 벨기에 클럽 코르트레이크로 임대되었다. 수많은 부상을 입은 시즌에도 불구하고 코르트레이크는 임대 옵션을 행사하기로 결정했다. 아탈은 2018년 코르트레이크에서 프랑스 클럽 니스에 합류하여 시즌 개막전에 선발 출전했다. 11월에는 새 팀에서 첫 골을 넣었고, 4월에는 해트트릭을 기록했으며, 첫 시즌을 총 6골로 마감했다. 2019년 12월에는 반월상 연골을 회복하기 위해 수술을 받았다.
2024년 2월 9일, 아탈은 시즌이 끝날 때까지 쉬페르리그 클럽 아다나 데미르스포르와 계약했다.
2024년 9월, 카타르 스타스 리그의 알사드는 아탈과 2년 계약을 체결했다.

## 국가대표팀 경력
2017년 6월 1일, 아탈은 기니와의 친선 경기와 토고와의 2019년 아프리카 네이션스컵 예선 전을 앞두고 알제리 국가대표팀에 처음으로 차출되었다.
2023년 12월, 그는 2023년 아프리카 네이션스컵에서 알제리 국가대표팀에 발탁되었다.

## 논란
2023년 10월 14일, 이스라엘-하마스 전쟁이 한창이던 중, 아탈은 팔레스타인 전도사 마흐무드 알하사나트가 신에게 "유대인들에게 어두운 날을 보내달라"고 요청하는 영상을 소셜 미디어에 올렸다. 그는 특히 니스 시장 크리스티앙 에스트로지로부터 아탈이 "하마스 테러리스트들을 비난하지 않으면, 더 이상 OGC 니스에 있을 자리가 없다"는 비판을 받은 후 재빨리 영상을 삭제했다. 아탈은 이후 인스타그램에 영상을 올린 것에 대해 사과하는 메시지를 게시하고, "모든 형태의 폭력을 비난한다"고 언급하며 자신의 신념을 분명히 했다. 10월 16일, 니스 검찰청은 "테러 방어" 혐의로 아탈에 대한 예비 조사를 시작했다. 이틀 후, OGC 니스는 반유대주의 게시물 의혹이 제기된 후 추가 통보가 있을 때까지 아탈을 정직시켰다. 10월 25일, 그는 "반유대주의적" 메시지를 게시한 이유로 프랑스 프로축구연맹에 의해 7경기 출전 정지 징계를 받았다.
11월 24일, 아탈은 그가 최근에 한 반유대주의 게시물 (2023년 이스라엘-하마스 전쟁을 둘러싼) 때문에 프랑스 경찰에 구금되었다.

## 수상

### 국가대표팀
알제리
- 알제리 축구 국가대표팀 : 우승 (2019)[17]